# 克梅卡福
克梅卡福（法語：Kémékafo），是馬里的城鎮，位於該國西南部，由庫利科羅區的迪瓦拉省負責管轄，面積1,123平方公里，海拔高度339米，2009年人口24,235，人口密度每平方公里21.58人。